# Unforgettable (película de 2017)
Unforgettable es una película de thriller estadounidense de 2017, dirigida por Denise Di Novi (en su debut como director) y escrita por Christina Hodson y David Leslie Johnson. Está protagonizada por Rosario Dawson, Katherine Heigl, Geoff Stults, Isabella Rice y Cheryl Ladd, y gira alrededor de una divorciada que empieza a atormentar a la nueva comprometida de su exesposo.
La fotografía principal inició el 17 de agosto de 2015 en Los Ángeles. La película fue estrenada el 21 de abril de 2017 por Warner Bros., y ha recaudado casi $18 millones contra un presupuesto de $12 millones.

## Argumento
Actualmente, Julia está trabajando a distancia en una mansión con su prometido David Connover y su futura hijastra Lily.  En la casa de David, Julia es recibida por su exesposa Tessa, quien no está lidiando con el final de su matrimonio dos años antes.  El matrimonio terminó después de que él sospechara que ella estaba teniendo una aventura.  Tessa hace varios intentos para recuperar a David y ser la madre de Ali.  Ella le envía a Julia de forma anónima una entrega de flores sorpresa para que David le parezca que está teniendo una aventura.  Otra tarde, Julia y Lily visitan a David en un mercado de agricultores.  Lily deambula en los brazos de Tessa, quien se queja con David sobre la incompetencia de Julia como madre.  Tessa intenta que Lily monte un caballo rebelde en su práctica de equitación, pero Julia se da cuenta del miedo de Lily y la lleva a casa, para disgusto de Tessa.  Tessa le corta el pelo largo a Lily como castigo por dejar la práctica de equitación temprano, lo que lleva a una acalorada discusión con Julia.  Tessa se arroja por las escaleras y finge que Julia la empujó accidentalmente cuando llega David.  Después de llevar a Tessa a un hospital, David critica a Julia por tratar tan mal a su exesposa.
Tessa, por su parte, investiga en Internet a Julia y descubre su orden de restricción contra su exnovio psicótico Michael.  Crea una cuenta de Facebook haciéndose pasar por Julia y envía mensajes a Michael a lo largo de los días.  Tessa, a través de la cuenta, le dice cuánto lo extraña, enviándole mensajes sexualmente explícitos.  También roba el reloj de David, el anillo de bodas de su abuela y un par de bragas de Julia, y le envía el reloj y las bragas a Michael.  Culmina en una noche en la que "Julia" dice que quiere que lo visite para tener sexo.  Michael entra a la casa cuando la verdadera Julia está sola, y cuando ella rechaza sus avances, él la ataca.  Julia, muy golpeada, lo apuñala en la pierna con un cuchillo de cocina y se escapa de la casa.  Tessa, esperando afuera, entra y apuñala a Michael en el pecho.
Julia Banks es traída de inmediato e interrogada por el asesinato de Michael, evidencia de las conversaciones en las redes sociales con Michael (que en esta escena comenzó al inicio de la película).  La policía la libera, indicando que la investigación sobre la muerte de Michael continuará.  David es inicialmente solidario después de que una Julia llorosa le explica su historia con Michael, pero cuando la policía le muestra la "evidencia", se desilusiona y va a la casa de Tessa a buscar a Lily.  Allí, ve guantes quemados en la chimenea y el anillo de bodas de su abuela en el dedo de Tessa, al darse cuenta de que Tessa incriminó a Julia.  Tessa noquea a David con un atizador de chimenea, y se produce una pelea entre Julia y Tessa, donde Julia es apuñalada con un cuchillo.  Al verse en un espejo, Tessa se da cuenta de la mujer en la que se ha convertido y se apuñala en el estómago.  Seis meses después, David y Julia están casados y se han mudado a una nueva casa con Lily.  Julia abre la puerta para encontrar a "Lovey", la madre de Tessa, con ganas de ver a su nieta.

## Reparto
| Actor             | Personaje                        | Descripción                                       |
| ----------------- | -------------------------------- | ------------------------------------------------- |
| Rosario Dawson    | Julia Banks                      | Prometida de David.                               |
| Katherine Heigl   | Tessa Connover (llamada Manning) | Una divorciada madre de Lily y exesposa de David. |
| Geoff Stults      | David Connover                   | Exesposo de Tessa y padre de Lily.                |
| Isabella Rice     | Lily Connover                    | Hija de Tessa y David, que vive con su padre.     |
| Cheryl Ladd       | Madre de Tessa (llamada "Lovey") |                                                   |
| Simon Kassianides | Michael Vargas                   | Exnovio de Julia                                  |
| Whitney Cummings  | Ali                              | Mejor amiga de Julia                              |
| Robert Wisdom     | Detective Pope                   |                                                   |

## Producción
El 9 de enero de 2014, se anunció que Warner Bros. contrató a Amma Asante para dirigir el thriller Unforgettable. Denise Di Novi fue puesto para producir el film junto a Alison Greenspan, mientras Christina Hodson escribía el guion. El 2 de diciembre de 2014, Kate Hudson y Kerry Washington fueron elegidas para protagonizar la película, sobre un hombre que engaña a su exesposa. El 22 de junio de 2015, después que el director Asante y las actrices Hudson y Washington abandonaron el proyecto, se reveló que el Di Novi haría su debut como director con el film. También se reveló que David Leslie Johnson coescribiran el guion junto a Hodson. El 12 de agosto de 2015, Katherine Heigl fue elegida para interpretar a Tessa Connover, the sly y mentalmente inestable madre divorciada que engaña a su exesposo, hija, y la nueva novia de su exesposo. El mismo día, Rosario Dawson fue elegida para ser la novia, Julia Banks, que intenta luchar contra Tessa. El 21 de agosto de 2015, se anunciaron más actores que forman el reparto, incluyendo Geoff Stults como David, el exesposo, Isabella Rice como Lily, la hija, Cheryl Ladd como la madre del personaje de Heigl, y Simon Kassianides, Whitney Cummings, y Robert Wisdom.
Ravi D. Mehta y Emanuel Michael además anunciaron que serán los productores del film, junto a otros miembros del equipo creativo, incluido  el cinematógrafo Caleb Deschanel, el diseñador de producción Nelson Coates, el editor Frédéric Thoraval, y la vestuarista Marian Toy.

### Rodaje
La fotografía principal inició el 17 de agosto de 2015, en Los Ángeles. Dawson fue vista filmando en Beverly Hills, California, y Heigl fue vista con su doble, una jinete profesional, Jennifer Sims.

## Estreno
Unforgettable fue estrenada el 21 de abril de 2017, by Warner Bros. Pictures.

### Recaudación
Hasta el 20 de mayo de 2017, Unforgettable ha recaudado $11.3 millones en los Estados Unidos y Canadá, y $3.8 millones en otros territorios, para una recaudación mundial de $15.0 millones, contra un presupuesto de $12 millones.
En los Estados Unidos y Canadá, Unforgettable se abrió junto a The Promise, Born in China, Free Fire y Phoenix Forgotten, e inicialmente fue esperado que recaude alrededor de $7 millones de 2,417 salas en su fin de semana de apertura. Sin embargo, tras recaudar sólo $1.7 millones el viernes, las proyecciones fueron bajas $4–5 millones. Término recaudando $4.8 millones, acabando el #7 en la taquilla.

### Críticas
En Rotten Tomatoes, el film tiene un índice de aprobación de 26%, basado en 84 comentarios, con un promedio de 3.9/10. El sitio web dice lo siguiente, "Unforgettable's talented cast makes this domestic thriller consistently watchable, even if its failure to fully embrace its premise's campy possibilities prevents it from living up to its title." En Metacritic, tiene un porcentaje de 45 sobre 100, basado en 27 críticas, indicando "comentarios mixtos". Las audiencias de CinemaScore le dieron al film una "C" en la escala de la A+ a F.
Vince Mancini de Uproxx llamó al film "a surprisingly well-executed version of exactly what you assumed it would be. Which is to say, it’s a 'psycho ex' movie that’s fun, but doesn’t exactly reinvent the genre...It’s fun while it lasts, let’s say (the opposite of its title, basically). Sometimes that’s enough, but your mileage may vary."